# Luisen-Gymnasium Bergedorf
Das Luisen-Gymnasium Bergedorf ist ein staatliches Gymnasium im Hamburger Stadtteil Bergedorf. Das Gymnasium ging 1921 aus der Verstaatlichung zweier privater Mädchenschulen hervor und war damit das erste staatliche Lyzeum in Bergedorf. Eine der beiden Privatschulen – die Luisenschule – wurde 1888 gegründet, was auch als Gründungsjahr des Gymnasiums tradiert wird, auch wenn die Privatschulen nicht zum Abitur führten. Jene Luisenschule war nach der preußischen Königin Luise von Mecklenburg-Strelitz benannt. Das neusprachliche Luisen-Gymnasium ist seit 1931 in einem heute denkmalgeschützten Bau von Fritz Schumacher ansässig und besitzt seit dem Jahr 2000 einen ausgebauten Musikzweig.

## Geschichte

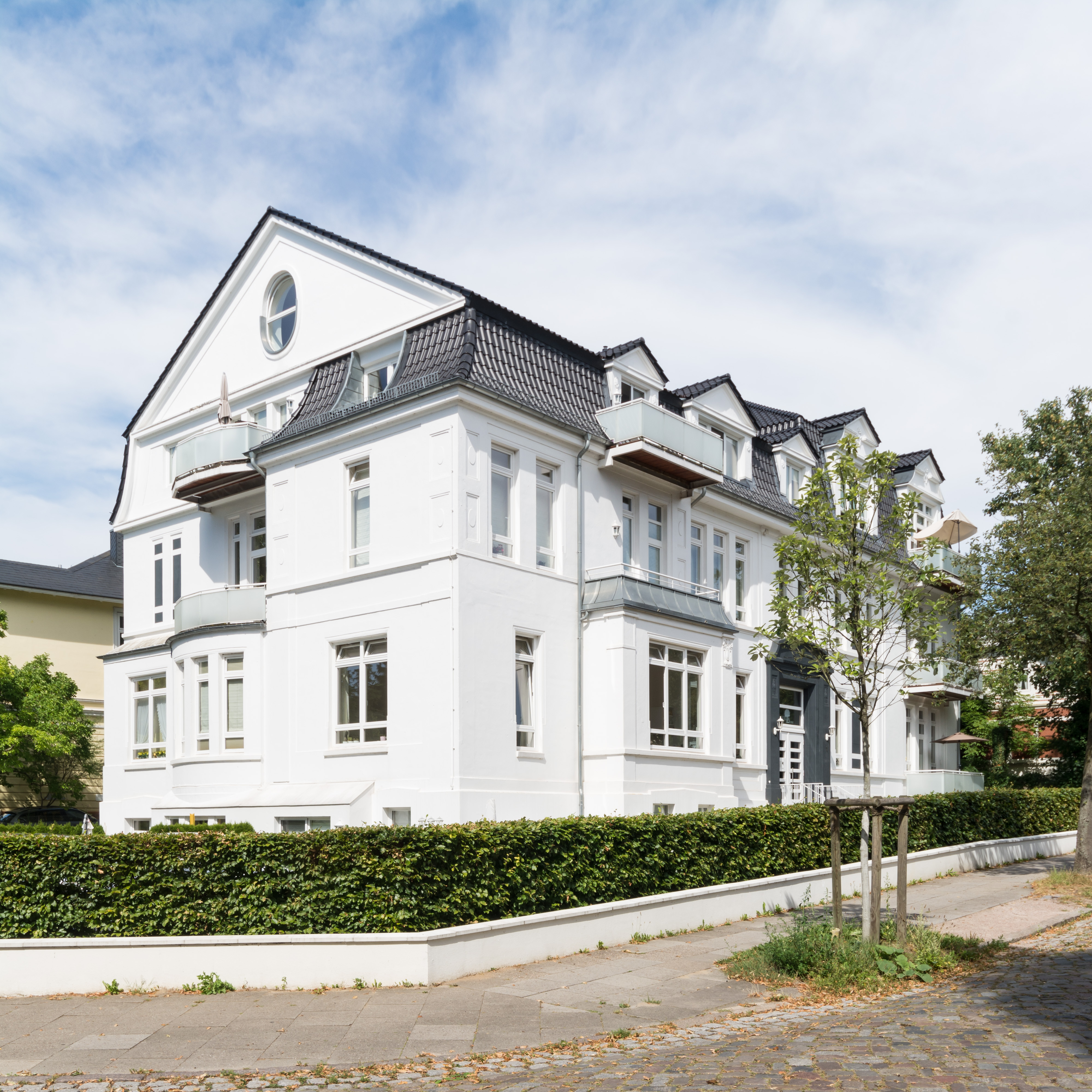
Schulgebäude am Duwockskamp, Sitz der Luisenschule von 1911 bis 1931

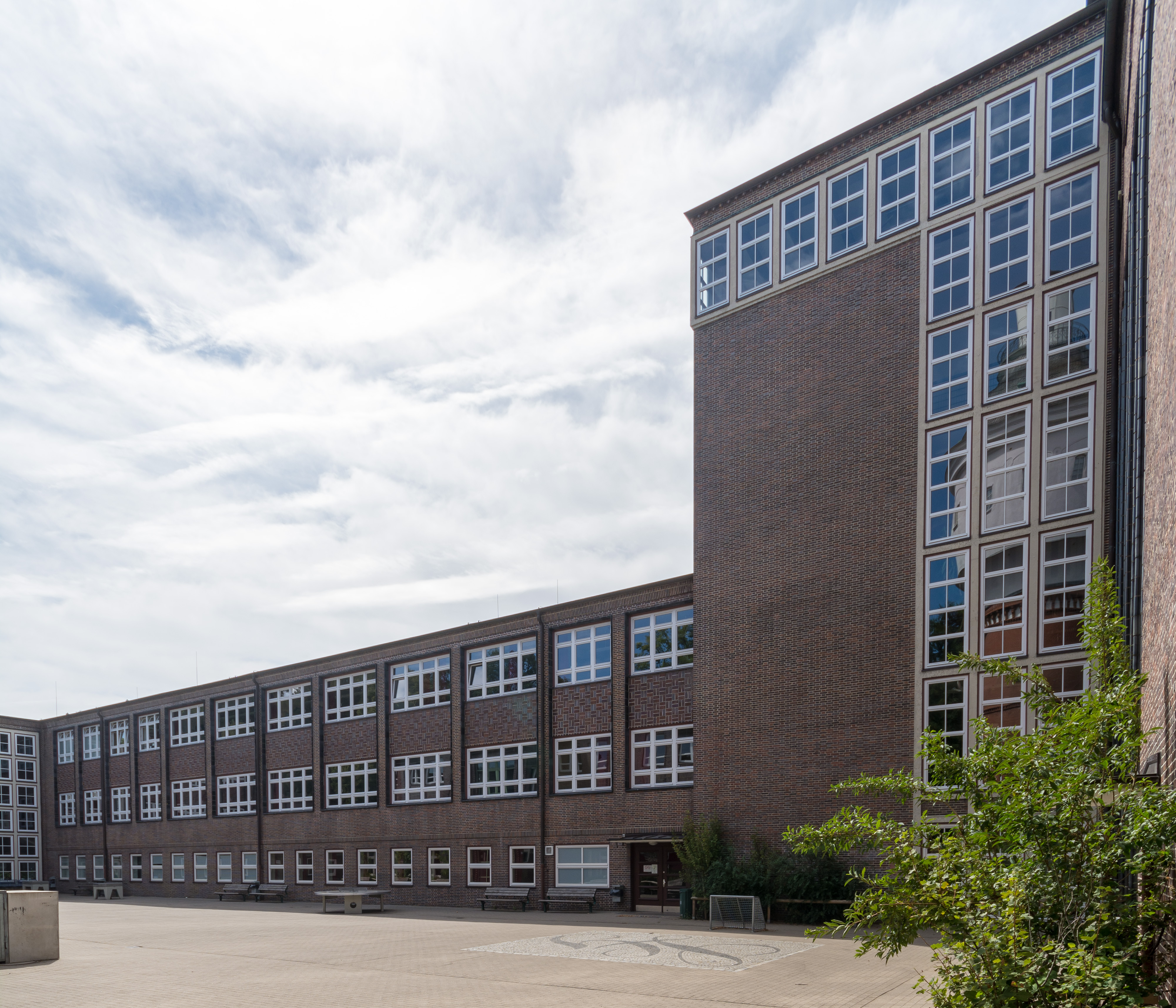
Hofseite des Schumacher-Baus am Reinbeker Weg, Schulsitz seit 1931

Das Luisen-Gymnasium als staatliche höhere Schule für Mädchen hat zwei Vorläuferschulen: Die Luisenschule und die Elisabethschule. Erna Martens und Mathilde Hipp gründeten am 13. April 1888 die Höhere Privatmädchenschule von Hipp & Martens, genannt Luisenschule. Erster Standort der privaten Luisenschule war Am Baum 1. 1911 zog die Luisenschule in das neuerbaute Schulgebäude in der Jacobstraße 1 (heute Duwockskamp 1). Die Elisabethschule hieß bei ihrer Gründung 1844 noch Magers'sche Töchterschule, erster Standort war die Töpfertwiete. Damit war diese Schule die älteste Mädchenschule Bergedorfs. Danach gab es eine Reihe von Besitzwechseln, entsprechend änderte sich auch der Name: Magers-Kießnersche Töchterschule, Höhere Privatmädchenschule Frau E. Rudel, schließlich Elisabethschule nach Elisabeth von Thüringen. Langjähriger Standort war der Reinbeker Weg 35, an der Einfahrt der damaligen Bismarck-Straße (heute Hermann-Distel-Straße). 1908 erwarb Frau Schomann die Elisabethschule. Weder die private Luisenschule noch die private Elisabethschule führte Mädchen zum Abitur.
In Hamburg gab es mit der Klosterschule die erste Vollanstalt für Mädchen, wo seit 1910 am realgymnasialen Zweig das Abitur erworben werden konnte. Lyzeum Lerchenfeld und Lyzeum Hansastraße eröffneten 1913. Entsprechend stieg auch in Bergedorf der Druck, ein entsprechendes gleichwertiges Bildungsangebot für Mädchen zu machen, zumal Frauen ab 1919 wählen konnten. 1920 wurde in Bergedorf die erste staatliche Lyzealklasse eingerichtet, die in der Mädchenschule an der Brauerstraße 4 (heute Chrysanderstraße 4) untergebracht war. 1921 bewilligte der Senat die Schaffung eines staatlichen Lyzeums in Bergedorf. Dies wurde durch die Verstaatlichung und Fusion von Luisenschule und Elisabethschule erreicht, gleichzeitig ging die schon existierende Lyzealklasse in die neue Schule über. Frau Schomann wurde abgefunden und ging in Ruhestand. Erna Martens wurde ebenfalls abgefunden, legte die Schulleitung nieder, blieb aber als Oberlehrerin an der Schule. Die beiden vormaligen Schulbesitzerinnen vermieteten die Räume ihrer Schulgebäude an den Staat und verkauften das Schulinventar ebenso. Zur ersten Direktorin der staatlichen Luisenschule wurde die erst 30-jährige Helene Popkes ernannt, jüngstes Lehrerin im Kollegium. Standort des staatlichen Lyzeums Luisenschule wurde der Schulbau am heutigen Duwockskamp. Der Standort am Reinbeker Weg lief nach einer Übergangsfrist von drei Jahren aus. Später wurden die Stufen in eine Oberstufe, die zum Abitur führt, und in eine Mittelstufe zum Realschulabschluss aufgeteilt.
Am 8. April 1931 zog die Schule von ihrem bisherigen Standort am Duwockskamp 1 in den Neubau am Reinbeker Weg 76, wo sie heute noch zu finden ist. 1937 verordnete der Reichserziehungsminister für das höhere Schulwesen eine „Typenvereinheitlichung“, wodurch für höhere Mädchenschulen nur noch zwei Formen der Oberstufe möglich bleiben: die sprachliche und die hauswirtschaftliche Form. 1939 erhielt die Luisenschule einen hauswirtschaftlichen Zug, dafür wurde eine Schulküche eingerichtet. Für Schülerinnen dieses Zuges entfielen zweite und dritte Fremdsprache. Bis 1939 wurde die Oberstufe um ein Jahr verkürzt, damit Schülerinnen und Schüler schneller zum Arbeitsdienst bzw. zur Wehrmacht eingezogen werden konnten.

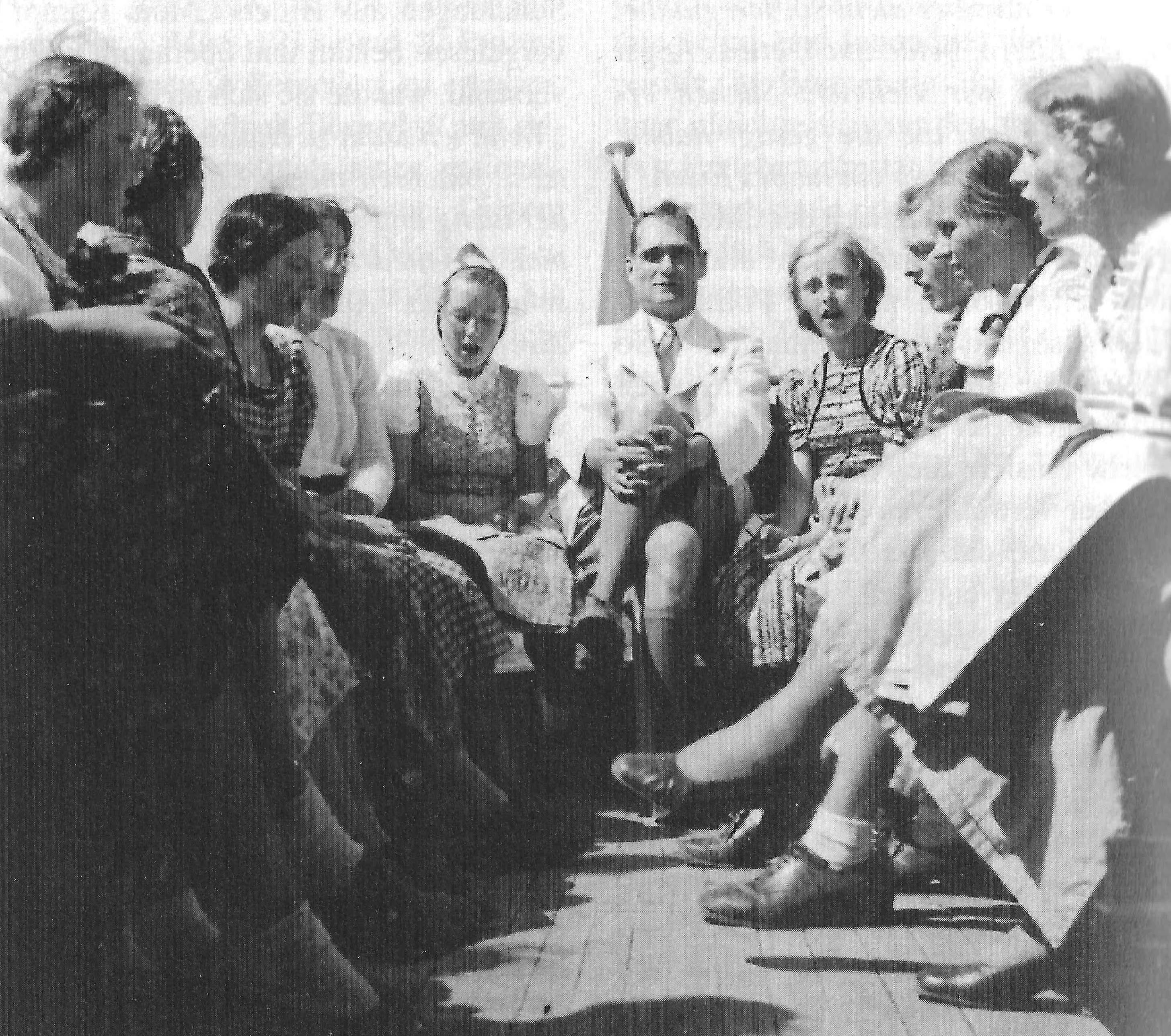
Rudolf Hess mit Schülerinnen der Luisenschule (heute Luisen-Gymnasium Bergedorf) auf Klassenfahrt im Sommer 1939

Nach Kriegsbeginn 1939 wurde das Erdgeschoss der Schule für Luftschutz und als Rettungsstelle beschlagnahmt, im zweiten Stock nutzte das Chemieunternehmen Rhenania die Chemiekabinette. Eine ehemalige Schülerin erinnert sich wie folgt an den Einfluss der Nationalsozialisten auf den Schulalltag an der Luisenschule: „Die nächsten Tage darauf, mit einem Mal war die ganze Klasse geschmückt mit Fähnchen, und bei uns kam der Ausdruck auf: »nationaler Kitsch«.“
Nach den schweren Luftangriffen auf Hamburg 1943 wurden Ausgebombte in der Schule untergebracht. Bis zu den Sommerferien 1944 fand der Schulunterricht noch relativ planmäßig statt. Im Januar 1945 hörte der Unterricht an der Luisenschule praktisch auf, das Gebäude wurde wegen Kohlenmangel geschlossen. Im Februar 1945 wurde in der Schule ein Notlazarett für 600 Verwundete eingerichtet, und vom 26. März bis zum 2. Oktober 1945 fiel dann der Unterricht auf Anordnung der Schulbehörde aus. Das Lazarett war weiterhin, bis zum April 1947, in einem Teil der Schule untergebracht. Auch mit Hansaschule und einer Volksschule teilte man sich zeitweilig das Gebäude, bis am 1. April 1962 die Schule allein in ihrem Hause war.
1970 führte man an der Schule die 5-Tage-Woche ein. Außerdem gab es von nun an im Deutsch- und Gemeinschaftskundeunterricht das Kurssystem. Ein Jahr später wurde der Schulbeginn umgestellt; das Schuljahr fing fortan nach den Sommerferien an. 1973 wurde die reformierte Oberstufe eingeführt. Das Luisen-Gymnasium kooperierte von nun an mit dem naheliegenden Hansa-Gymnasium. Ab 1975 gab es einen Aufbauzweig, der Realschülern einen leichteren Einstieg ermöglichen sollte. Schüler mit der Mittleren Reife besuchten eine gemeinsame Klasse und wurden so auf die gymnasiale Oberstufe vorbereitet.
2007 wurde an der Schule das Luinet eingeführt, eine IServ-Weboberfläche, welche das digitale Arbeiten von zu Hause oder im Unterricht erleichtert. Die Unterrichtsräume der Schule wurden mit Beamern, PCs und zum Teil Lautsprechern ausgerüstet. Manche Unterrichtsräume haben statt der Beamer interaktive Whiteboards. Mit dem Schuljahr 2010/2011 wurde wie an allen Hamburger Gymnasien das Abitur nach zwölf Jahren eingeführt.

## Lage und Architektur
Das von Fritz Schumacher entworfene Hauptgebäude der Schule hat einen U-förmigen Grundriss, bei dem die beiden Flügel den Schulhof umschließen. Ungewöhnlicherweise ist der linke Flügel (Aulaflügel) dabei höher als der Mittelbau. Dies geschah wohl, um den als störend empfundenen Bergedorfer Wasserturm direkt hinter dem Schulgebäude zu verdecken. Das Gebäude ist ein Stahlbeton-Skelettbau, allerdings tritt dieses konstruktive Merkmal nicht unmittelbar hervor. Die Längsfassade besitzt zwar eine Pfeilerstruktur, diese wurde aber mit Ziegelverbänden ausgefacht. Der Architekturhistoriker Ralf Lange sieht darin ein Beispiel von „Schumachers zwiespältige[m] Verhältnis zur Moderne“. Die Schule wurde von 1929 bis 1931 errichtet. Das Schulgebäude samt Mäuerchen und Stele mit der Bronzegruppe „Tanzende Vierländer“ von Wilhelm Rex steht unter Denkmalschutz.

## Schulisches Profil
Die Luisen-Gymnasium bietet eine Ganztagsbetreuung „besonderer Prägung“ an, praktisch wird an jedem Schultag die Betreuung bis 14:25 gewährleistet. Die Schule hatte im Schuljahr 2020/21 knapp 950 Schüler, und gehört damit zu den größeren Gymnasien in Hamburg. Der Einzugsbereich im engeren Sinn besteht aus dem Stadtteil Bergedorf sowie den Vierlande, also den Stadtteilen Altengamme, Curslack, Kirchwerder und Neuengamme. In diesem recht großen Gebiet südlich und östlich der Schule gibt es kein weiteres Gymnasium.
Bei der Erhebung des Sozialindex für Hamburger Schulen 2011 wurde für das Luisen-Gymnasium ein Sozialindex von 6 errechnet. Dies bezieht sich auf eine Skala von 1 (nachteilige Voraussetzungen der Schülerschaft, höchster Förderbedarf) bis 6 (beste Voraussetzungen, kein Förderbedarf). Bei der 2021 publizierten Neuberechnung des Sozialindex fiel dieser Wert für das Gymnasium leicht auf 5. Im Schuljahr 2016/17 hatten knapp 23 % der Schüler am Luisen-Gymnasium einen Migrationshintergrund, deutlich unter dem Durchschnitt aller Hamburger Gymnasien.
Seit dem Jahr 2000 besitzt das Luisen-Gymnasium einen Musikzweig. Nach Eignungsberatung in Klasse 5 werden jedes Jahr ein bis zwei Musikklassen eingerichtet. Im Musikzweig wird pro Woche fünf Stunden Musikunterricht gegeben, wozu das Klassenorchester zählt. Neben den Klassenorchestern gibt mehrere große klassische Orchester, eine Jazzband und Chöre.
Am Luisen-Gymnasium werden die Fremdsprachen Englisch, Französisch, Latein und Spanisch angeboten. Dabei ist Englisch als erste Fremdsprache von der 5. bis zur 12. Klasse Pflicht. Ab der 6. Klasse muss eine zweite Fremdsprache gewählt werden, entweder Französisch oder Latein. Die zweite Fremdsprache muss bis zur 10. Klasse weitergeführt werden, bei der Wahl eines entsprechenden Profils auch in der Oberstufe. Ab der 8. Klasse kann eine dritte Fremdsprache gewählt werden.
In der Oberstufe kann am Luisen-Gymnasium aus fünf Profilen gewählt werden:
- Naturwissenschaftliches Profil („Naturwissenschaften und Technik“) mit Physik (profilgebend), dazu Chemie, Informatik und Philosophie (profilbegleitend)
- Musisches Profil („Künste und Kulturen in Geschichte und Gegenwart“) mit Musik oder Bildende Kunst, Geschichte (profilgebend), dazu musikpraktischer Kurs (profilbegleitend)
- Sprachliches Profil („Sprich Global! Mehrsprachigkeit in der globalisierten Welt“) mit Spanisch oder Französisch, PGW (profilgebend), dazu Kurse zur Vorbereitung auf DELE bzw. DELF (profilbegleitend)
- Gesellschaftswissenschaftliches Profil („System Erde-Mensch“) Geographie, Biologie (profilgebend), dazu Chemie, Informatik (profilbegleitend)
- Sportprofil („Sport, Gesundheit und Gesellschaft“) Sport, Biologie (profilgebend), dazu PGW

## Außerschulische Angebote
An der Schule gibt es diverse Arbeitsgemeinschaften und Nachmittagsangebote, u. a. aus den Bereichen Musik und Sport.
Schüler können an zahlreichen Wettbewerbe und Projekten teilnehmen. Dazu zählen Mathe-Olympiade, der Känguru-Wettbewerb und die Intel-Leibniz-Challenge. Das Luisen-Gymnasium hat außerdem am Comenius-Programm teilgenommen und ist seit 2009 MINT-EC-Schule. Schüler haben wiederholt am Biberwettbewerb für Informatik teilgenommen.

## Persönlichkeiten
Folgende Personen hatten die Schulleitung der Luisenschule bzw. des Luisen-Gymnasiums inne:
- 1888–1910: Mathilde Hipp (1860– ), Mitgründerin der Luisenschule 1888, schied aus gesundheitlichen Gründen aus
- 1888–1921: Erna Martens (1861–1941), Mitgründerin der Luisenschule 1888, leitete die Schule bis zur Verstaatlichung[15]
- 1921–1933: Helene Popkes (1891– )
- 1933–1935: Walther Machleidt (1900–1942)[16]
- 1935–1939: Otto Ludwig (1887–1981)[3]
- 1939–1945: August Wulff (1891–1975)[5]
- 1945–1963: Wilhelm Kunrede
- 1963–1972: Werner Specht
- 1972–2000: Hans Heinrich Henk (1937–2009), Schuldirektor bis zu seiner Pensionierung[17]
- 2000–2004: Rainer Ebers
- 2004–2011: Mechthild Uhle
- seit 2011: Werner Baum[18]

Folgende Persönlichkeiten besuchten die Schule als Schüler oder arbeiteten dort als Lehrer:
- Irma Stoß (1887–1975), Pädagogin (Schülerin an der Luisenschule, später dort Lehrerin)
- Lisa Niebank (1913–1980), Pädagogin (Lehrerin an der Luisenschule von 1950 bis 1954)
- Hulda Rautenberg (1913–2002), Schülerin und Abitur 1933, deutsche Sekretärin und Journalistin in Südwestafrika
- Ilse Rieth (1928–2021), Chorleiterin und Gründerin des Knabenchors Uetersen (1948 Abitur am Luisen-Gymnasium)
- Marlies Bardeli (* 1951), Autorin von Kinder- und Drehbüchern (war Lehrerin am Luisen-Gymnasium)
- Ties Rabe (* 1960), Hamburger Schulsenator (Lehrer am Luisen-Gymnasium von 2006 bis 2011)
- Maren Eggert (* 1974), Schauspielerin[19]
- Dennis Gladiator (* 1981), CDU-Politiker und Mitglied der Hamburgischen Bürgerschaft (2001 Abitur am Luisen-Gymnasium)
- Christian Dittloff (* 1983), Schriftsteller
- Jytte-Merle Böhrnsen (* 1984), Schauspielerin (2004 Abitur am Luisen-Gymnasium)
- Bjarne Mädel (* 1968), Schauspieler[20]
- Jannik Schümann (* 1992), Schauspieler (2010 Abitur am Luisen-Gymnasium)[21][22]